# Century Child
A Century Child a Nightwish negyedik albuma, 2002-ben jelent meg a Spinefarm Records kiadó gondozásában.

## Számok listája
1. Bless the Child – 6:12
2. End of All Hope – 3:55
3. Dead to the World – 4:19
4. Ever Dream – 4:44
5. Slaying the Dreamer – 4:31
6. Forever Yours – 3:50
7. Ocean Soul – 4:14
8. Feel for You – 3:55
9. The Phantom of the Opera – 4:10
10. Beauty of the Beast (Long Lost Love – One More Night to Live – Christabel) – 10:21

## Közreműködők
- Tarja Turunen – ének
- Erno "Emppu" Vuorinen – gitár
- Tuomas Holopainen – billentyűk
- Marco Hietala – basszusgitár/ének
- Jukka Nevalainen – dob